# 学校法人日本体育大学
学校法人日本体育大学（がっこうほうじんにっぽんたいいくだいがく、英語：Educational Foundation of Nippon Sport Science University Group）は、日本の学校法人。旧名は学校法人日本体育会（がっこうほうじんにっぽんたいいくかい、英語：Japan Association of Physical Education）。日本体育大学などの設置者である。

## 概要

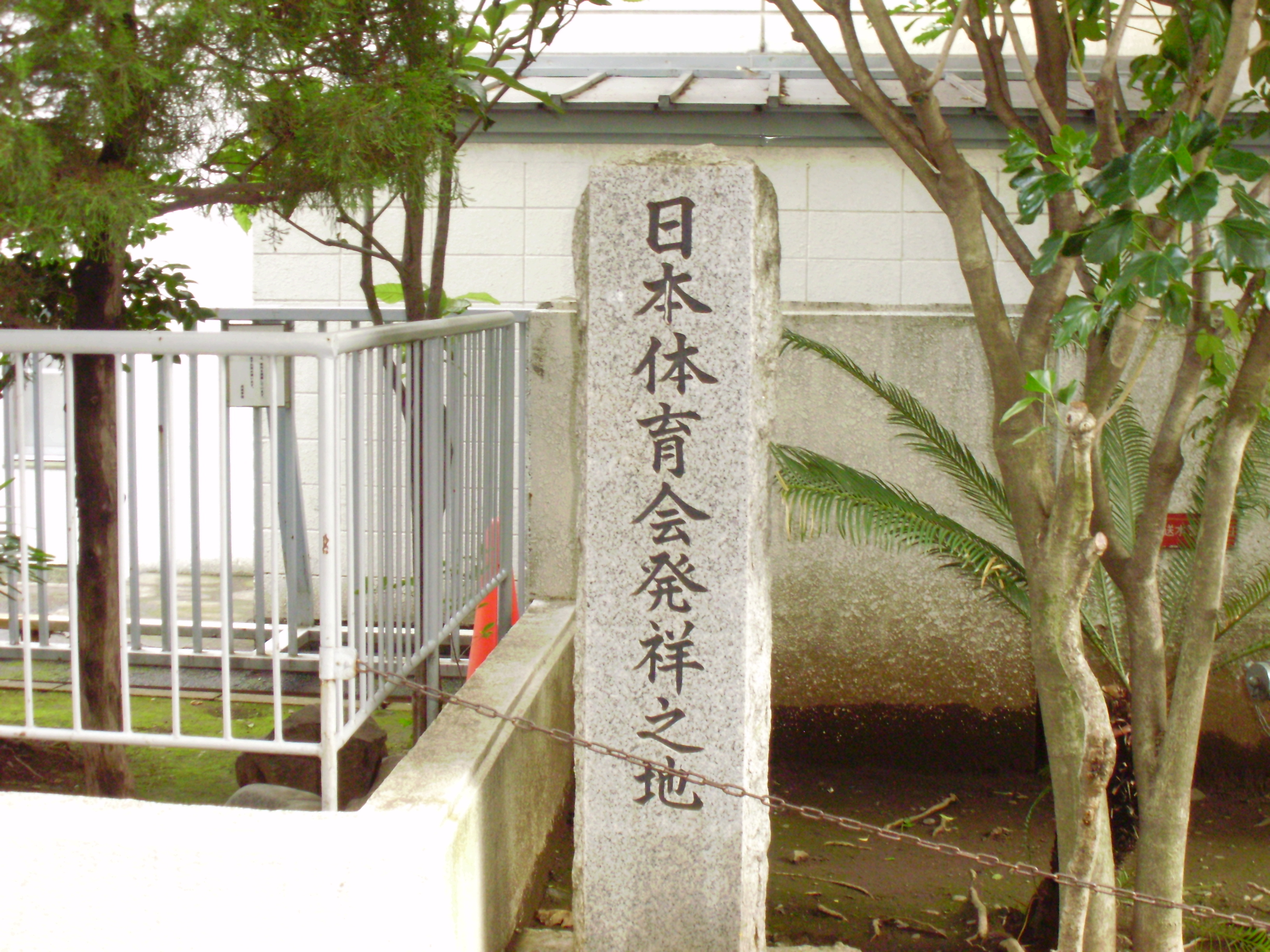
「日本体育会発祥之地」碑

1891年、日高藤吉郎により東京府東京市牛込区の成城学校（のちの成城中学校・高等学校）内に創設された「体育会」を起源とする。日高は資金を集め、東京府東京市神田区に第一体育場を開設した。それにちなんで、学校法人日本体育大学では、第一体育場を開設した同年8月11日を創立日と位置付けている。
2012年4月1日に、「学校法人日本体育会」から「学校法人日本体育大学」に名称を変更した。なお、読み仮名は「学校法人『にほん』体育大学」ではなく「学校法人『にっぽん』体育大学」である。日本体育会が1949年に同名の大学を設置した当初は「『にほん』体育大学」と呼称していたが、1981年以降は読み仮名を「『にっぽん』体育大学」に統一している。
現在は、法人としての本部を日本体育大学東京・世田谷キャンパスに設置している。日本体育大学や日本体育大学医療専門学校といった高等教育機関のみならず、日本体育大学荏原高等学校、日本体育大学桜華高等学校、日本体育大学柏高等学校、浜松日体高等学校、日本体育大学桜華中学校、浜松日体中学校といった中等教育機関や、日体幼稚園のような就学前教育の機関などを擁しており、それらの学校を設置者として管理、運営している。
2011年6月より松浪健四郎が理事長を務める。理事・評議員経験者には、国家公安委員会委員長などを歴任した泉信也、文部科学大臣を務めた馳浩、内閣総理大臣などを歴任した細川護熙の妻である細川佳代子など、政治家やその縁者も名を連ねている。

## 沿革
- 1891年（明治24年） - 日高藤吉郎が東京市牛込区に体育会を設立
- 1892年（明治25年） - 体育会を日本体育会に改称
- 1893年（明治26年） - 日本体育会体操練習所を東京市麹町区飯田町に設置
- 1898年（明治31年） - 閑院宮戴仁親王を総裁に推戴
- 1900年（明治33年） - 日本体育会体操練習所を日本体育会体操学校（各種学校）と改称
- 1901年（明治34年） - 日本体育会を社団法人組織に改組
- 1903年（明治36年） - 体操学校に女子部を開設
- 1904年（明治37年） - 荏原中学校（男子のみ）設置。日本体育会及び体操学校男子部を東京府荏原郡大井村へ移転
- 1919年（大正8年） - 大井幼稚園を設置
- 1926年（大正15年） - 独自の応援スタイル「エッサッサ」完成
- 1931年（昭和6年） - 体操学校の女子部内に六郷幼稚園を設置（のち廃園）
- 1934年（昭和9年） - 大井幼稚園、六郷幼稚園を廃園
- 1936年（昭和11年） - 荏原中学校を蒲田区安方町に移転
- 1937年（昭和12年） - 日本体育会及び体操学校男子部を深沢（現在地）に移転
- 1940年（昭和15年） - 社団法人を解散し財団法人日本体育会に組織変更。体操学校女子部を深沢へ移転。ひなづる幼稚園を買収
- 1941年（昭和16年） - 日本体育専門学校を設置
- 1944年（昭和19年） - ひなづる幼稚園が東京都教育局の幼稚園閉鎖令により休園
- 1946年（昭和21年） - 日本体育専門学校が土浦海軍航空隊跡地に移転。荏原中学校が深沢の日本体育専門学校跡地に移転
- 1948年（昭和23年） - 荏原高等学校（男子のみ）を設置
- 1949年（昭和24年） - 日本体育大学（体育学部体育学科）を設置。荏原高等学校の位置を深沢から旧地蒲田区安方町へ移す。荏原中学校を廃止
- 1951年（昭和26年） - 財団法人日本体育会から学校法人日本体育会に組織変更。日本体育大学が土浦から深沢へ全面復帰。日本体育専門学校を廃止
- 1953年（昭和28年） - 日本体育大学女子短期大学（体育科）を設置
- 1954年（昭和29年） - 日体会館が整備される
- 1955年（昭和30年） - ひなづる幼稚園をもとに日本体育会あさひ幼稚園を設置
- 1957年（昭和32年） - 日本体育会あさひ幼稚園を日体幼稚園に改称
- 1958年（昭和33年） - 桜華女子高等学校を設置
- 1960年（昭和35年） - 柏日体高等学校を設置
- 1962年（昭和37年） - 日本体育大学体育学部に健康学科を増設。浜松日体高等学校を設置。日本体育大学女子短期大学に保育科を増設
- 1965年（昭和40年） - 日本体育大学体育学部に武道学科を増設。桜華女子高等学校を日体桜華女子高等学校に改称
- 1966年（昭和41年） - 荏原高等学校を日体荏原高等学校に改称
- 1968年（昭和43年） - 日本体育大学健志台建設用地を取得
- 1971年（昭和46年） - 日本体育大学に専攻科を設置。健志台グランド開きを行う
- 1973年（昭和48年） - 日体柔整専門学校（夜間・2年制）が日本体育大学深沢キャンパス内で開校
- 1974年（昭和49年） - 日本体育大学体育学部に社会体育学科を増設
- 1975年（昭和50年） - 日本体育大学大学院体育学研究科体育学専攻修士課程を設置
- 1977年（昭和52年） - 日体柔整専門学校が日本体育大学深沢キャンパスから日本体育大学和泉校舎へ移転
- 1978年（昭和53年） - 日体柔整専門学校を日体柔整専門学院へ改称
- 1979年（昭和54年） - 健志台で授業を開始
- 1984年（昭和59年） - 日体柔整専門学院を2年制から3年制へ移行
- 1986年（昭和61年） - 日体柔整専門学校（専修学校専門課程・夜間）を設置（日体柔整専門学院を改称・改組）
- 1994年（平成6年） - 桜華女学院中学校を設置。日体桜華女子高等学校を桜華女学院高等学校に改称
- 1997年（平成9年） - 日本体育大学大学院の研究科名及び専攻名を体育科学研究科体育科学専攻に改称。大学院体育科学研究科を修士課程から博士課程（博士前期課程・博士後期課程）に改める
- 1998年（平成10年） - 日体荏原高等学校を男女共学化
- 2001年（平成13年） - 日体柔整専門学校の専用校舎が東京都世田谷区に完成し、移転。日体柔整専門学校に付属日体整骨院を開設
- 2002年（平成14年） - 浜松日体中学校を設置
- 2003年（平成15年） - 日体柔整専門学校に昼間部を開設
- 2005年（平成17年） - 日本体育大学女子短期大学を日本体育大学女子短期大学部に改称
- 2006年（平成18年） - 日本体育大学女子短期大学部の保育科を幼児教育保育科に改称。日本体育大学女子短期大学部に専攻科保育専攻を開設
- 2008年（平成20年） - 東京世田谷キャンパスの再開発、第1期工事が竣工。桜華女学院中学校の生徒募集を停止
- 2010年（平成22年） - 東京世田谷キャンパスの再開発、第2期工事が竣工。桜華女学院中学校が休校になる
- 2011年（平成23年） - 桜華女学院高等学校を日体桜華高等学校に改称。東京世田谷キャンパスの再開発、第3期工事が竣工
- 2012年（平成24年） - 学校法人日本体育会を学校法人日本体育大学に改称。東京世田谷キャンパスの再開発工事が竣工。桜華女学院中学校が生徒募集を再開
- 2013年（平成25年） - 日本体育大学に児童スポーツ教育学部児童スポーツ教育学科（児童スポーツ教育コース、幼児教育保育コース）を開設。日本体育大学女子短期大学部（体育科、幼児教育保育科）の学生募集を停止。学校法人日本体育大学に日体大総合研究所を設置
- 2014年（平成26年） - 日本体育大学の専攻科を廃止。日本体育大学に保健医療学部整復医療学科、救急医療学科を開設
- 2015年（平成27年） - 日本体育大学女子短期大学部を廃止
- 2016年（平成28年） - 日体荏原高等学校を日本体育大学荏原高等学校と改称。柏日体高等学校を日本体育大学柏高等学校と改称。日体柔整専門学校の夜間部を生徒募集停止
- 2017年（平成29年） - 日本体育大学大学院に教育学研究科実践教科教育学専攻博士課程（前期・後期）を設置。日本体育大学にスポーツ文化学部武道教育学科・スポーツ国際学科を開設（体育学部武道学科を学生募集停止）。日本体育大学附属高等支援学校を設置
- 2018年（平成30年） - 日体桜華高等学校を日本体育大学桜華高等学校と改称。日体桜華中学校を日本体育大学桜華中学校と改称。日体柔整専門学校に口腔健康学科設置に伴い日本体育大学医療専門学校に改称。

## 組織

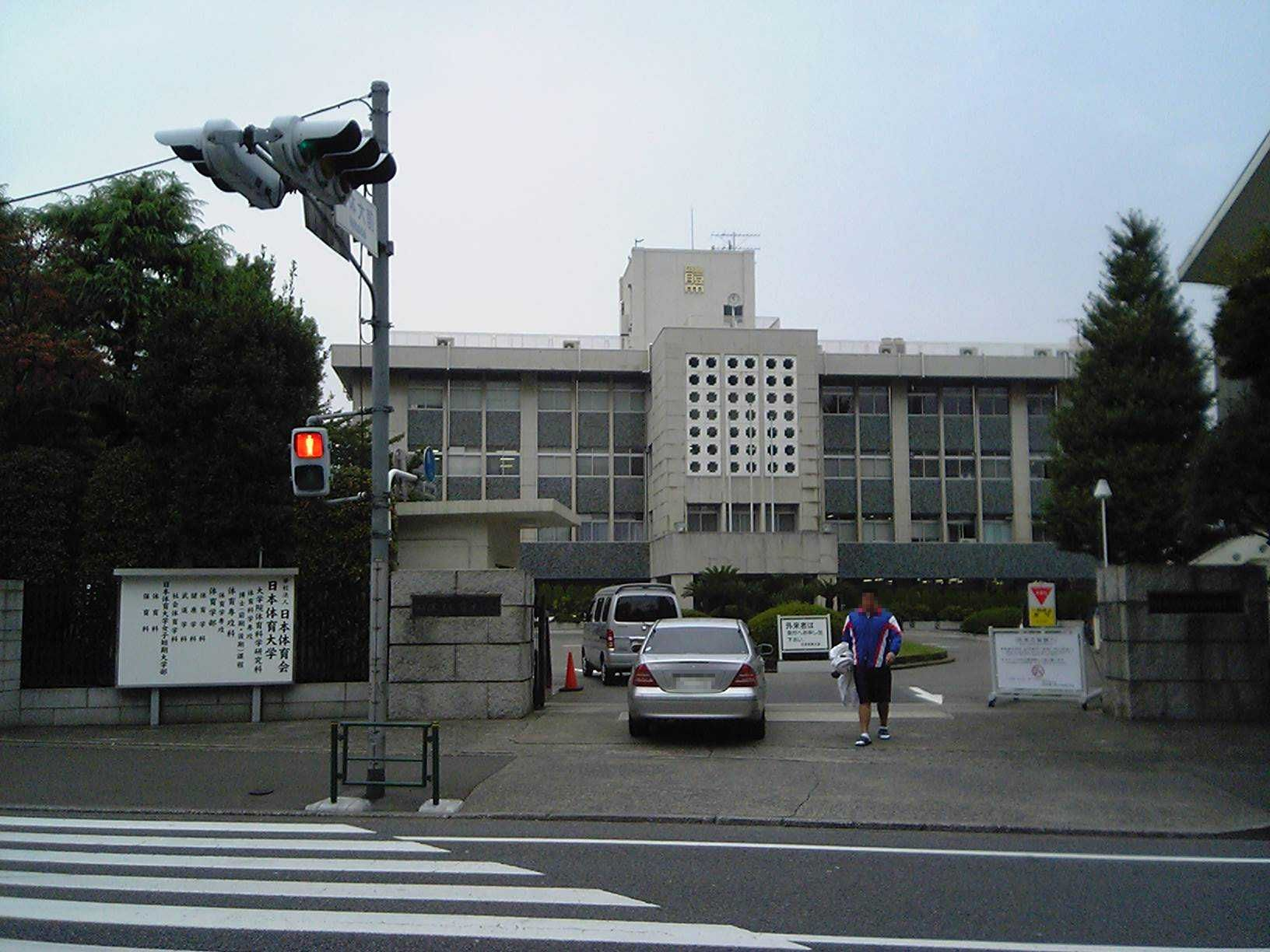
学校法人日本体育大学の本部が所在する日本体育大学世田谷キャンパス

- 法人事務局

- 総務部
  - 総務課
  - 経理課
- 管理部
  - 管財課
  - 事業課

- 総合企画部
  - 設置校支援課
  - システム課
- 日体大総合研究所

※大学、各校については略

## 設置している諸学校

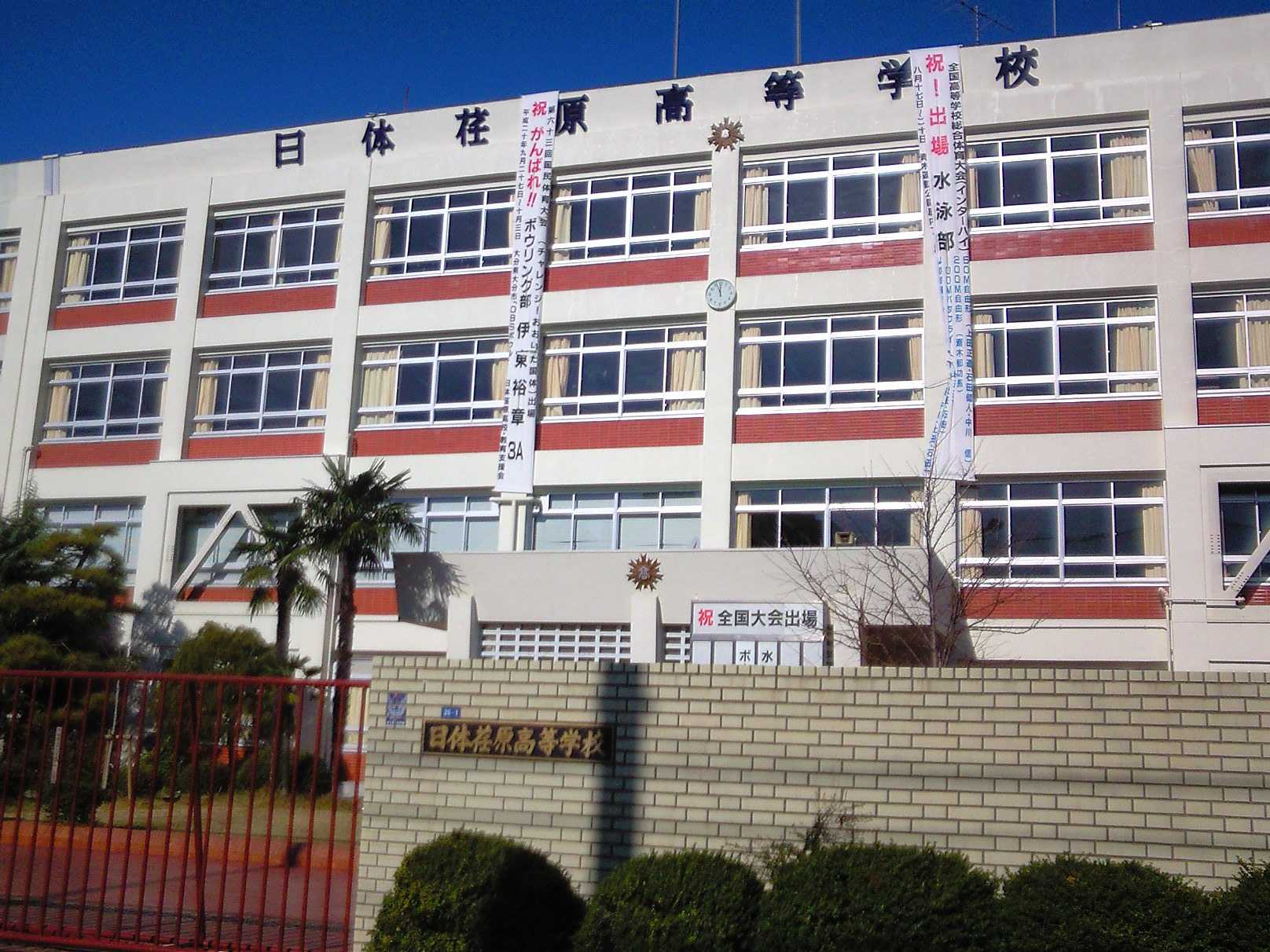
日本体育大学荏原高等学校

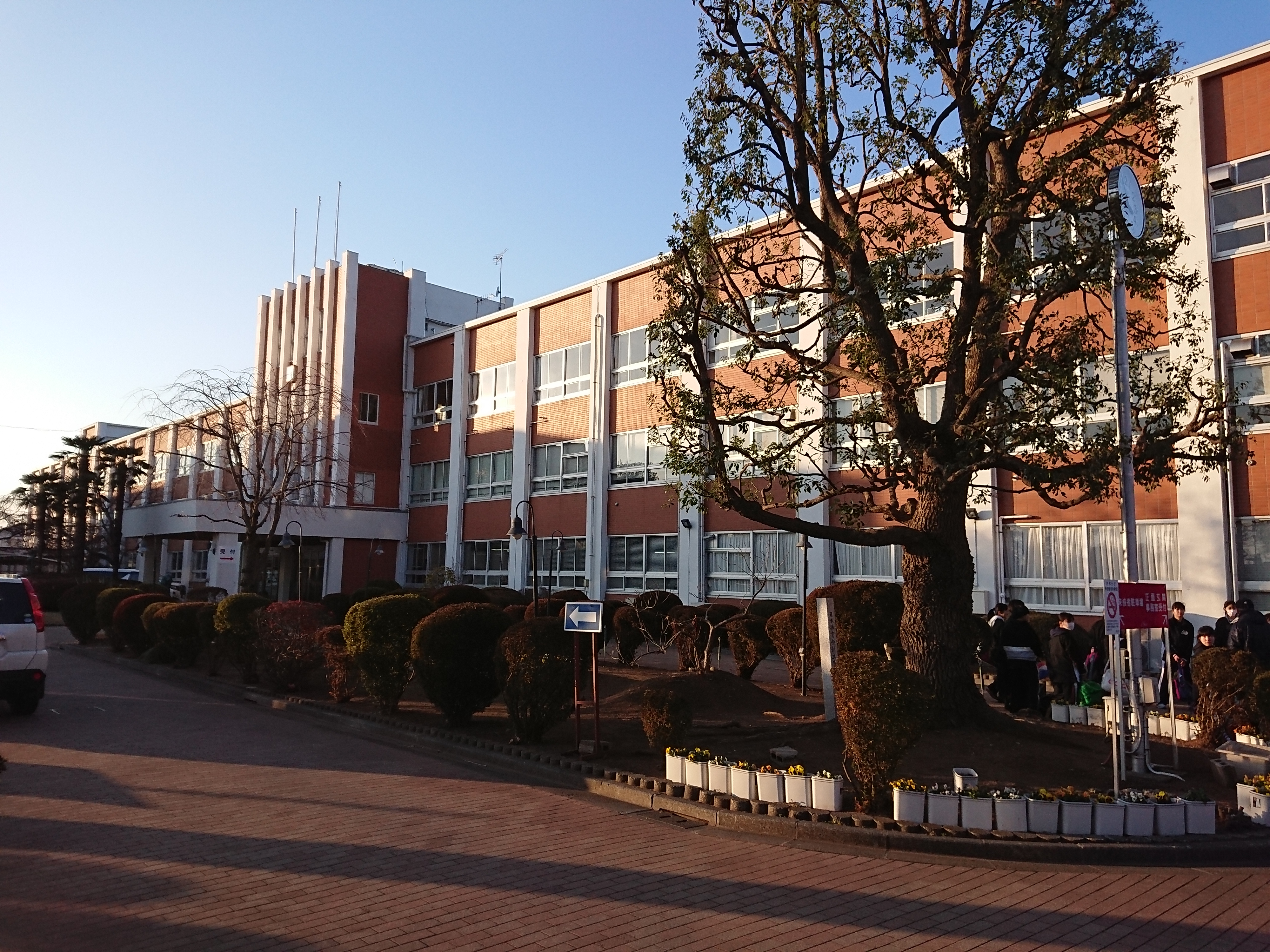
日本体育大学桜華中学校・高等学校

### 大学
- 日本体育大学（東京都世田谷区）

### 専門学校
- 日本体育大学医療専門学校（東京都世田谷区）

### 高等学校
- 日本体育大学荏原高等学校（東京都大田区）
- 日本体育大学柏高等学校（千葉県柏市）
- 日本体育大学桜華高等学校（東京都東村山市）
- 浜松日体高等学校（静岡県浜松市中央区）

### 中学校
- 日本体育大学桜華中学校（東京都東村山市）
- 浜松日体中学校（静岡県浜松市中央区）

### 特別支援学校
- 日本体育大学附属高等支援学校（北海道網走市）

### 幼稚園
- 日体幼稚園（東京都世田谷区）

## 過去に設置していた学校

### 短期大学
- 日本体育大学女子短期大学部（東京都世田谷区）

## 歴代理事長
| 代                          | 氏名                      | 氏名                      | 就任日                    |                           |
| 財団法人日本体育会 理事長   | 財団法人日本体育会 理事長 | 財団法人日本体育会 理事長 | 財団法人日本体育会 理事長 | 財団法人日本体育会 理事長 |
| --------------------------- | ------------------------- | ------------------------- | ------------------------- | ------------------------- |
| 1                           |                           | 米本卯吉                  | 1948年3月                 |                           |
| 学校法人日本体育会 理事長   |                           |                           |                           |                           |
| 1                           |                           | 米本卯吉                  | 1951年3月                 |                           |
| 2                           |                           | 米本正                    | 1974年9月                 |                           |
| 3                           |                           | 馬飼野正治                | 1995年4月                 |                           |
| 4                           |                           | 高嶋洌                    | 1998年1月                 |                           |
| 5                           |                           | 古川敏治                  | 2002年6月                 |                           |
| 6                           |                           | 上平雅史                  | 2005年6月                 |                           |
| 7                           |                           | 塔尾武夫                  | 2008年6月                 |                           |
| 8                           |                           | 松浪健四郎                | 2011年6月                 |                           |
| 学校法人日本体育大学 理事長 |                           |                           |                           |                           |
| 1                           |                           | 松浪健四郎                | 2012年4月                 |                           |

## 在籍した人物
学校法人としての日本体育大学に在籍した人物を五十音順に記載し、括弧内に在籍時の主要な役職を併記した。教育機関、研究機関としての日本体育大学に在籍した人物については「日本体育大学の人物一覧」を参照されたい。
- 泉信也（理事）
- 井上幸彦（理事）
- 岡野俊一郎（顧問）
- 具志堅幸司（評議員）
- 小林節（理事）
- 馳浩（理事）
- 細川佳代子（理事）
- 松浪健四郎（理事長）

## 税制上の優遇措置

### 特定公益増進法人
- 本法人は、『私立学校法第3条に規定する学校法人で学校の設置若しくは学校及び専修学校若しくは各種学校の設置を主たる目的とするもの又は私立学校法第64条第4項の規定により設立された法人で専修学校若しくは各種学校の設置を主たる目的とするもの』として特定公益増進法人の交付を受けている法人である。そのため、寄附金の額に応じて個人・法人の所得から控除（個人は確定申告、法人は当該事業年度の損金算入による手続き）される税法上の優遇措置を受けられる。[7]設備や機器による形態の寄附も同様。

### 受配者指定寄附金
- 企業等の法人が日本私立学校振興・共済事業団を通じて指定する学校法人へ行う寄附制度。本制度を利用することで、寄附金を支出した事業年度に当該寄付金額を損金に算入することがでる税法上の優遇措置[8]を受けられる。

### 寄附講座寄附金
- 企業等の法人が寄附講座寄附金（提携/連携講座寄附金など）を開設した場合、法人税法により、寄付金を支出した事業年度に当該寄附金額を損金に算入し、税法上の優遇措置を受けられるが本学では法人からの厚志は整備されていない。
- 個人が寄附講座寄附金（提携/連携講座寄附金など）を開設した場合、所得税法、住民税（地方税法(県民税・市町村民税)）により、総所得金額から寄附金の額を控除することができ、税法上の優遇措置を受けられるが本学では個人からの厚志は整備されていない。

### 現物寄附
- 租税特別措置法により、土地、建物、株など有価証券等の現物寄附の「みなし譲渡所得（値上がり益等）」は非課税として控除されるが本学では現物寄附による厚志は整備されていない。[9][10]

### 遺贈
- 租税特別措置法により、遺贈（遺言信託）を行った場合、相続税が非課税として控除されるが本学では個人からの厚志は整備されていない。[9][10]